# 335292 Larrey
335292 Larrey este o planetă minoră (asteroid) din centura de asteroizi. A fost descoperită pe 3 august 2005 la Saint-Sulpice de Observatoire de Saint-Sulpice⁠(d). 
Obiectul prezintă o orbită caracterizată de o semiaxă mare de 2,3348671041671 UAi, o excentricitate de 0,2, o înclinație de 2,3 ° în raport cu ecliptica.